# Napoleone III (stile)

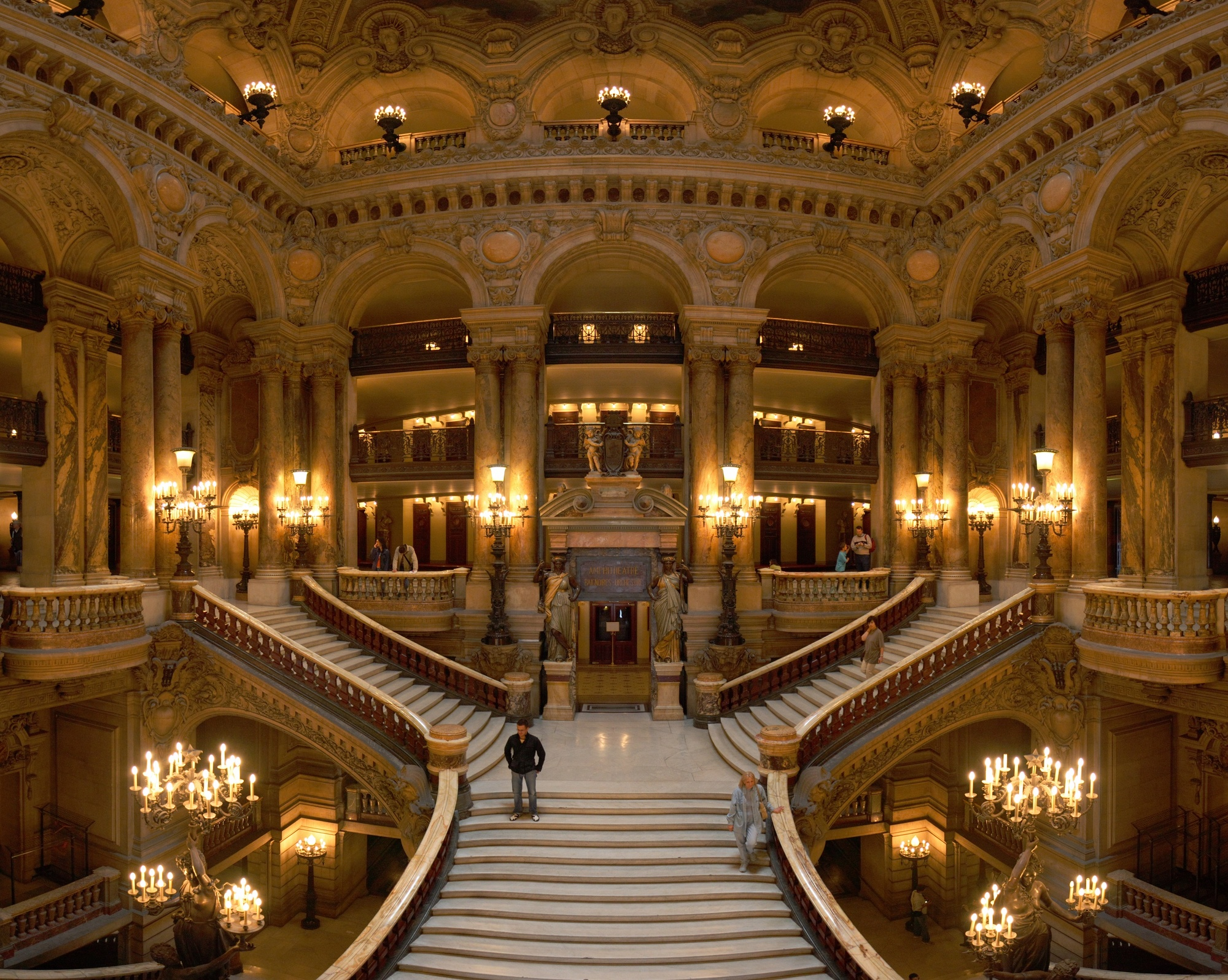
Lo scalone d'onore del Palais Garnier

Lo Stile Napoleone III o Secondo Impero è il nome comunemente assegnato allo stile architettonico della Francia e specialmente di Parigi fiorito durante il Secondo Impero Francese sotto il patronato culturale di Napoleone III. Esso rappresenta una variante dello stile del Neobarocco.

## In Francia
Il termine ha origine secondo la tradizione quando l'Imperatrice Eugénie de Montijo chiese all'architetto Charles Garnier di costruire il Palais Garnier nel 1862, in stile greco e romano. Al termine dei lavori l'architetto avrebbe commentato all'imperatrice: «È in stile Napoleone III, Madame!».
Lo stile Napoleone III è solitamente associato al rinnovamento di Parigi condotto dal barone Georges-Eugène Haussmann tra il 1852 ed il 1870. Le costruzioni proposero quindi un rinnovamento totale delle strutture, consequenzialmente ad un nuovo riassetto urbano della città, inusuale per il periodo. Numerosi furono gli edifici pubblici come stazioni ferroviarie, la camera di commercio e ovviamente il Palais Garnier, anche se l'opera di maggiore impegno fu certamente il Nouveau Museo del Louvre. Lo stile è caratterizzato da facciate con mansarda (più raramente da padiglioni) riccamente decorate ma con linee precise, distinte chiaramente dalle costruzioni in stile Secondo Impero. 
Il termine non è utilizzato solo per l'architettura, ma si estende anche ai mobili d'epoca. 
In sintesi lo stile Napoleone III riprese sì le forme più seriose ed austere delI'Impero, ma l'eclettismo che contraddistinse il periodo lo rese più leggiadro, raffinato ed elegante rispecchiando e ben rappresentando il periodo socio-culturale ed economico che la Francia viveva allora.

## In Italia
In Italia, lo stile architettonico del Secondo Impero, ispirato ai modelli francesi sviluppatisi sotto il regno di Napoleone III, trovò applicazione soprattutto nella seconda metà del XIX secolo, in concomitanza con il processo di Unità d'Italia e con l'avvio di una modernizzazione urbanistica in diverse città della penisola.
L'influsso francese si manifestò principalmente nella progettazione di edifici pubblici e residenze borghesi, in particolare nelle città che vissero una fase di espansione edilizia dopo l'Unità. Elementi tipici dello stile, come il tetto mansardato, le decorazioni in stucco, le cornici marcapiano e l'organizzazione simmetrica delle facciate, furono adottati sia in nuove costruzioni, sia in interventi di ristrutturazione.
A Torino, ad esempio, alcune dimore private lungo il corso Vittorio Emanuele II e il Corso Galileo Ferraris presentano caratteristiche riconducibili al Secondo Impero. A Milano, lo stile influenzò parte dell’edilizia residenziale borghese del tardo Ottocento, in particolare nei quartieri sviluppatisi lungo i nuovi assi viari fuori Porta Venezia e Porta Vittoria.
A Roma, dopo il 1870, lo stile fu presente in alcuni progetti per edifici amministrativi e ministeriali, seppur in forma meno sistematica rispetto ad altre capitali europee. La sua diffusione rimase in generale più contenuta, venendo progressivamente sostituito dallo stile eclettico e da correnti locali neorinascimentali e neobarocche, già alla fine del secolo.
Lo stile esercitò comunque una certa influenza duratura nell'immaginario architettonico italiano dell'epoca, contribuendo alla definizione di un linguaggio decorativo urbano che combinava riferimenti internazionali con esigenze locali. 

## Negli Stati Uniti

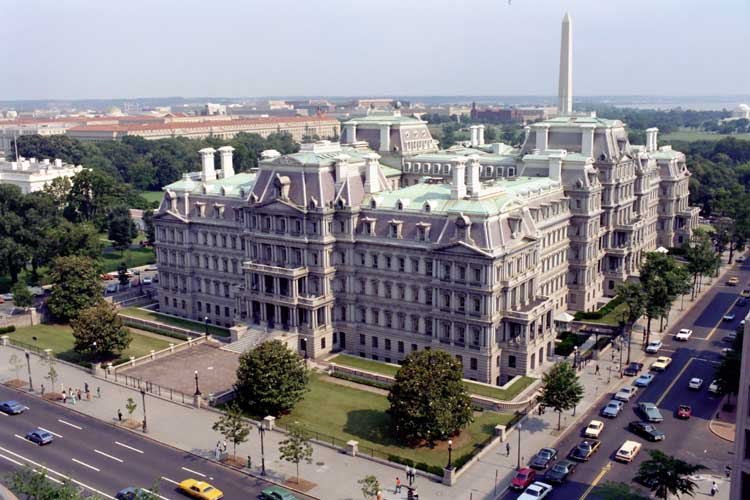
State, War and Navy Building di Alfred B. Mullett a Washington, D.C., iniziato durante l'amministrazione di Grant e costruito tra il 1871 ed il 1888.

Negli Stati Uniti, lo stile divenne noto col nome di Secondo Impero (Second Empire) o Stile Generale Grant (General Grant Style, dal nome del presidente statunitense che ne promosse largamente l'uso) e frequentemente combinava elementi come torri rettangolari o simili con tetti mansardati alla francese, raggiungendo il paio di piani solitamente. I tetti mansardati erano speso ricoperti di ferro, talvolta con parafulmini. 
L'architetto H.H. Richardson fu il primo a disegnare residenze ed edifici "secondo la scuola francese". Questi progetti furono ad esempio la Crowninshield House (1868) a Boston (Massachusetts), la sua dimora (la "H. H. Richardson House"; 1868) situata nel distretto novaiorchese di Staten Island, e la William Dorsheimer House (1868) a Buffalo (Stato di New York).
Chateau-sur-Mer, in Bellevue Avenue, a Newport (nel Rhode Island), venne rimodellata e ridecorata durante questi anni da Richard Morris Hunt con questo stile.
Lo stile venne adottato anche per strutture ad uso commerciale, e frequentemente venne utilizzato anche per architetture di stato, oltre che ospedali. Prima della costruzione del Pentagono durante gli anni '40 del Novecento, l'Ohio State Asylum for the Insane a Columbus, costruito secondo questo stile, era il più grande edificio coperto da tetto costruito negli Stati Uniti.
Sul finire del XIX secolo, negli Stati Uniti lo stile Secondo Impero venne soppiantato dal revival del Queen Anne Style e dai suoi sottostili.